# Cathédrale anglicane Sainte-Marie de Johannesbourg
La cathédrale Sainte-Marie, en anglais Cathedral Church of Saint Mary the Virgin, est la cathédrale du diocèse anglican de Johannesbourg, en Afrique du Sud. La cathédrale est célèbre pour ses liens étroits avec la lutte contre l'apartheid. Desmond Tutu y est doyen de 1975 à 1976, et y est ordonné évêque en 1985.

## Histoire
En 1887, le révérend John Darragh est nommé recteur de la première église Sainte-Marie. Un bloc de terrain est acheté près des rues Plein, De Villiers et Wanderers à Johannesburg. Les plans de la cathédrale sont commandés au cabinet d'architecte de Sir Herbert Baker, et Frank Fleming est nommé architecte responsable. La cathédrale est achevée et consacrée en la fête de Saint Michel et de tous les anges, le 29 septembre 1929. Le premier évêque est Arthur Karney.
Dans les années 1950, Sainte-Mary est l'une des rares églises racialement inclusive du centre-ville de Johannesbourg. La cathédrale devient célèbre pour ses liens étroits avec la lutte contre l'apartheid. Le doyen avant Tutu est Gonville ffrench-Beytagh, condamné par la législation antiterroriste d'Afrique du Sud. Après avoir fait appel avec succès contre la condamnation, il quitte l'Afrique du Sud et s'exile définitivement.
Cela laisse un poste vacant qui permet à Tutu d'être nommé premier doyen noir, en 1975, Desmond Tutu. Les deux tiers des 1,6 million d’anglicans sud-africains sont alors Noirs, mais tous les doyens précédents étaient Blancs. Ce poste lui permet d'accéder à une stature de personnalité publique.
Le doyen de Sainte-Marie élève la voix contre les injustices du système politique de ségrégation raciale, l'Apartheid,. Il refuse le logement de fonction luxueux, en « zone d’habitation blanche », réservé aux Blancs - il lui faudrait demander officiellement un statut dérogatoire de « Blanc honoraire » - et s’installe dans un des quartiers de Soweto, le ghetto des Noirs, où éclatent, en 1976, de sanglantes émeutes. Il plaide pour la non-violence, dénonce la ségrégation, voyage dans le monde entier. Il devient ensuite évêque du Lesotho, de 1976 à 1978. 
En 1985, il est ordonné évêque de Johannesbourg dans la cathédrale Sainte-Marie. L'année suivante il nommé archevêque à la cathédrale Saint-Georges du Cap, le plus haut poste de l’Église anglicane d’Afrique du Sud,.
En avril 1993, le corps d'Oliver Tambo, militant de la cause anti-apartheid et président du Congrès National Africain (ANC) exposé dans la cathédrale, avant d'être inhumé à Benoni.
Xolani Dlwati est doyen depuis 2015.

## Architecture
La cathédrale est en pierre de taille. Elle possède trois chapelles : la chapelle Saint Jean Chrysostome, la chapelle All Souls, commémorant les Sud-Africains morts lors de la Première Guerre mondiale, et la chapelle du Saint-Esprit, où le Saint-Sacrement est réservé dans un tabernacle. La cathédrale possède deux statues de la Vierge, l'une se dresse à côté de la chaire, une autre à l'entrée de la chapelle All Souls appelée Mamasoabi, Notre-Dame des Douleurs.
Dans le chœur, à l'extrémité est de la cathédrale, le maître-autel à baldaquin, fait partie d'un mémorial à John Darragh, le premier recteur de St Mary's. Un immense jubé avec un crucifix, flanqué de l'apôtre Jean, Marie, Marie Madeleine et un soldat romain. Le jubé porte l'inscription latine Vere Filius Dei Erat Iste (Ceci était vraiment le Fils de Dieu).
Une rosace illumine les marches du chœur. Une sculpture sur bois presque grandeur nature de la Crucifixion, conçu et construit par Baden-Beadle est accroché en 1957 en mémoire de William Palmer, doyen de 1924 à 1951.
Les orgues, construites en 1926, sont parmi les plus grands d'Afrique du Sud.

## Personnes notables

### Clergé
- Arthur Karney
- John Darrag
- Gonville ffrench-Beytagh
- Desmond Tutu

### Paroissiens
- Hélène Joseph[10]